# オハイオ州の都市圏の一覧

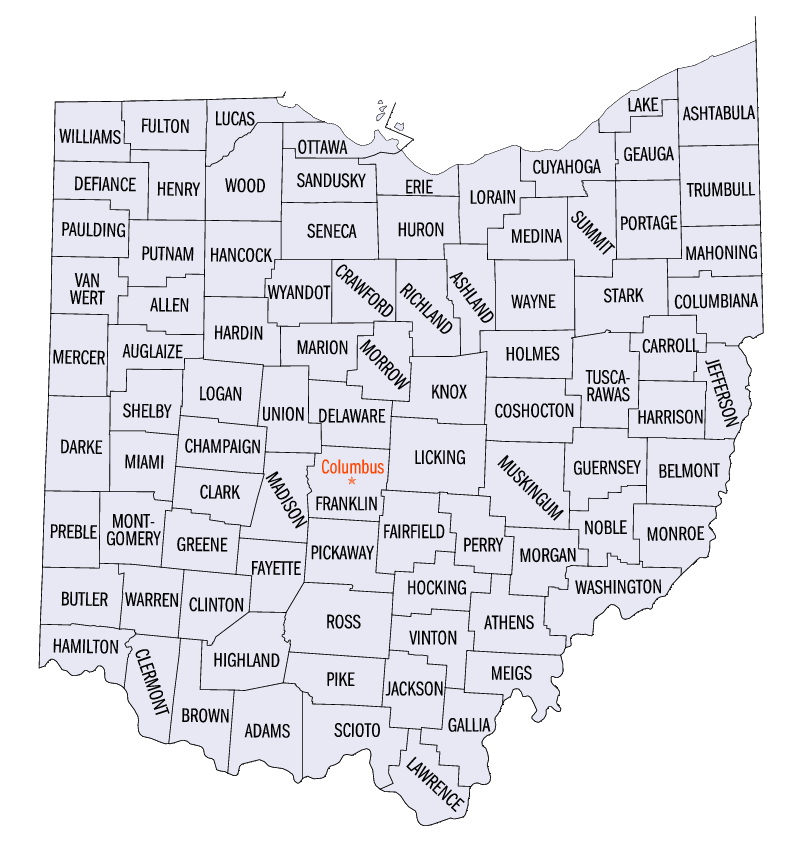
オハイオ州の88郡を示す地図

本項目はオハイオ州の都市圏の一覧（オハイオしゅうのとしけんのいちらん）である。
アメリカ合衆国国勢調査局は、オハイオ州に合同統計地域（CSA/広域都市圏）11ヶ所、大都市統計地域（MSA/都市圏）15ヶ所、および小都市統計地域（μSA/小都市圏）29ヶ所を定義している。下表には、左列より以下の情報を示す。
- 合同統計地域（定義されている場合）の名称
- 合同統計地域の人口
- コアベース統計地域（大都市統計地域および小都市統計地域）の名称
- コアベース統計地域の人口
- 各統計地域に含まれる郡の名称
- 各統計地域に含まれる郡の人口

なお、下表においては、オハイオ州と他州にまたがる合同統計地域およびコアベース統計地域については、名称と統計地域の総人口を青緑色で、オハイオ州内の人口を黒色でそれぞれ示す。また、他州のコアベース統計地域および郡については、その名称と人口を緑色でそれぞれ示す。
下表における人口の数値はすべて2020年に行われた国勢調査時のものである。また、合同統計地域、コアベース統計地域（大都市統計地域・小都市統計地域）のいずれも、2023年7月21日時点での定義に従う。
| 合同統計地域                                           | 人口                | コアベース統計地域                           | 人口                | 郡                                   | 人口      |
| ------------------------------------------------------ | ------------------- | -------------------------------------------- | ------------------- | ------------------------------------ | --------- |
| クリーブランド・アクロン・カントン広域都市圏           | 3,769,834           | クリーブランド都市圏                         | 2,185,825           | カヤホガ郡                           | 1,264,817 |
| クリーブランド・アクロン・カントン広域都市圏           | 3,769,834           | クリーブランド都市圏                         | 2,185,825           | ロレイン郡                           | 312,964   |
| クリーブランド・アクロン・カントン広域都市圏           | 3,769,834           | クリーブランド都市圏                         | 2,185,825           | レイク郡                             | 232,603   |
| クリーブランド・アクロン・カントン広域都市圏           | 3,769,834           | クリーブランド都市圏                         | 2,185,825           | メダイナ郡                           | 182,470   |
| クリーブランド・アクロン・カントン広域都市圏           | 3,769,834           | クリーブランド都市圏                         | 2,185,825           | アシュタビューラ郡                   | 97,574    |
| クリーブランド・アクロン・カントン広域都市圏           | 3,769,834           | クリーブランド都市圏                         | 2,185,825           | ジアーガ郡                           | 95,397    |
| クリーブランド・アクロン・カントン広域都市圏           | 3,769,834           | アクロン都市圏                               | 702,219             | サミット郡                           | 540,428   |
| クリーブランド・アクロン・カントン広域都市圏           | 3,769,834           | アクロン都市圏                               | 702,219             | ポーテージ郡                         | 161,791   |
| クリーブランド・アクロン・カントン広域都市圏           | 3,769,834           | カントン・マシロン都市圏                     | 401,574             | スターク郡                           | 374,853   |
| クリーブランド・アクロン・カントン広域都市圏           | 3,769,834           | カントン・マシロン都市圏                     | 401,574             | キャロル郡                           | 26,721    |
| クリーブランド・アクロン・カントン広域都市圏           | 3,769,834           | ウースター小都市圏                           | 116,894             | ウェイン郡                           | 116,894   |
| クリーブランド・アクロン・カントン広域都市圏           | 3,769,834           | サンダスキー都市圏                           | 115,986             | エリー郡                             | 75,622    |
| クリーブランド・アクロン・カントン広域都市圏           | 3,769,834           | サンダスキー都市圏                           | 115,986             | オタワ郡                             | 40,364    |
| クリーブランド・アクロン・カントン広域都市圏           | 3,769,834           | ニューフィラデルフィア・ドーバー小都市圏     | 93,263              | タスカラワス郡                       | 93,263    |
| クリーブランド・アクロン・カントン広域都市圏           | 3,769,834           | フリーモント小都市圏                         | 58,896              | サンダスキー郡                       | 58,896    |
| クリーブランド・アクロン・カントン広域都市圏           | 3,769,834           | ノーウォーク小都市圏                         | 58,565              | ヒューロン郡                         | 58,565    |
| クリーブランド・アクロン・カントン広域都市圏           | 3,769,834           | コショクトン小都市圏                         | 36,612              | コショクトン郡                       | 36,612    |
| コロンバス・マリオン・ゼインズビル広域都市圏           | 2,606,479           | コロンバス都市圏                             | 2,138,926           | フランクリン郡                       | 1,323,807 |
| コロンバス・マリオン・ゼインズビル広域都市圏           | 2,606,479           | コロンバス都市圏                             | 2,138,926           | デラウェア郡                         | 214,124   |
| コロンバス・マリオン・ゼインズビル広域都市圏           | 2,606,479           | コロンバス都市圏                             | 2,138,926           | リッキング郡                         | 178,519   |
| コロンバス・マリオン・ゼインズビル広域都市圏           | 2,606,479           | コロンバス都市圏                             | 2,138,926           | フェアフィールド郡                   | 158,921   |
| コロンバス・マリオン・ゼインズビル広域都市圏           | 2,606,479           | コロンバス都市圏                             | 2,138,926           | ユニオン郡                           | 62,784    |
| コロンバス・マリオン・ゼインズビル広域都市圏           | 2,606,479           | コロンバス都市圏                             | 2,138,926           | ピッカウェイ郡                       | 58,539    |
| コロンバス・マリオン・ゼインズビル広域都市圏           | 2,606,479           | コロンバス都市圏                             | 2,138,926           | マディソン郡                         | 43,824    |
| コロンバス・マリオン・ゼインズビル広域都市圏           | 2,606,479           | コロンバス都市圏                             | 2,138,926           | ペリー郡                             | 35,408    |
| コロンバス・マリオン・ゼインズビル広域都市圏           | 2,606,479           | コロンバス都市圏                             | 2,138,926           | モロー郡                             | 34,950    |
| コロンバス・マリオン・ゼインズビル広域都市圏           | 2,606,479           | コロンバス都市圏                             | 2,138,926           | ホッキング郡                         | 28,050    |
| コロンバス・マリオン・ゼインズビル広域都市圏           | 2,606,479           | ゼインズビル小都市圏                         | 86,410              | マスキンガム郡                       | 86,410    |
| コロンバス・マリオン・ゼインズビル広域都市圏           | 2,606,479           | チリコシー小都市圏                           | 77,093              | ロス郡                               | 77,093    |
| コロンバス・マリオン・ゼインズビル広域都市圏           | 2,606,479           | マリオン小都市圏                             | 65,359              | マリオン郡                           | 65,359    |
| コロンバス・マリオン・ゼインズビル広域都市圏           | 2,606,479           | マウントバーノン小都市圏                     | 62,721              | ノックス郡                           | 62,721    |
| コロンバス・マリオン・ゼインズビル広域都市圏           | 2,606,479           | アセンズ小都市圏                             | 62,431              | アセンズ郡                           | 62,431    |
| コロンバス・マリオン・ゼインズビル広域都市圏           | 2,606,479           | ベルファウンテン小都市圏                     | 46,150              | ローガン郡                           | 46,150    |
| コロンバス・マリオン・ゼインズビル広域都市圏           | 2,606,479           | ケンブリッジ小都市圏                         | 38,438              | ガーンジー郡                         | 38,438    |
| コロンバス・マリオン・ゼインズビル広域都市圏           | 2,606,479           | ワシントンコートハウス小都市圏               | 28,951              | ファイエット郡                       | 28,951    |
| シンシナティ・ウィルミントン広域都市圏                 | 2,291,815 1,757,628 | シンシナティ都市圏                           | 2,249,797 1,715,610 | ハミルトン郡                         | 830,639   |
| シンシナティ・ウィルミントン広域都市圏                 | 2,291,815 1,757,628 | シンシナティ都市圏                           | 2,249,797 1,715,610 | バトラー郡                           | 390,357   |
| シンシナティ・ウィルミントン広域都市圏                 | 2,291,815 1,757,628 | シンシナティ都市圏                           | 2,249,797 1,715,610 | ウォーレン郡                         | 242,337   |
| シンシナティ・ウィルミントン広域都市圏                 | 2,291,815 1,757,628 | シンシナティ都市圏                           | 2,249,797 1,715,610 | クラーモント郡                       | 208,601   |
| シンシナティ・ウィルミントン広域都市圏                 | 2,291,815 1,757,628 | シンシナティ都市圏                           | 2,249,797 1,715,610 | ケンタッキー州ケントン郡             | 169,064   |
| シンシナティ・ウィルミントン広域都市圏                 | 2,291,815 1,757,628 | シンシナティ都市圏                           | 2,249,797 1,715,610 | ケンタッキー州ブーン郡               | 135,968   |
| シンシナティ・ウィルミントン広域都市圏                 | 2,291,815 1,757,628 | シンシナティ都市圏                           | 2,249,797 1,715,610 | ケンタッキー州キャンベル郡           | 93,076    |
| シンシナティ・ウィルミントン広域都市圏                 | 2,291,815 1,757,628 | シンシナティ都市圏                           | 2,249,797 1,715,610 | インディアナ州ディアボーン郡         | 50,679    |
| シンシナティ・ウィルミントン広域都市圏                 | 2,291,815 1,757,628 | シンシナティ都市圏                           | 2,249,797 1,715,610 | ブラウン郡                           | 43,676    |
| シンシナティ・ウィルミントン広域都市圏                 | 2,291,815 1,757,628 | シンシナティ都市圏                           | 2,249,797 1,715,610 | ケンタッキー州グラント郡             | 24,941    |
| シンシナティ・ウィルミントン広域都市圏                 | 2,291,815 1,757,628 | シンシナティ都市圏                           | 2,249,797 1,715,610 | インディアナ州フランクリン郡         | 22,785    |
| シンシナティ・ウィルミントン広域都市圏                 | 2,291,815 1,757,628 | シンシナティ都市圏                           | 2,249,797 1,715,610 | ケンタッキー州ペンドルトン郡         | 14,644    |
| シンシナティ・ウィルミントン広域都市圏                 | 2,291,815 1,757,628 | シンシナティ都市圏                           | 2,249,797 1,715,610 | ケンタッキー州ギャラティン郡         | 8,690     |
| シンシナティ・ウィルミントン広域都市圏                 | 2,291,815 1,757,628 | シンシナティ都市圏                           | 2,249,797 1,715,610 | ケンタッキー州ブラッケン郡           | 8,400     |
| シンシナティ・ウィルミントン広域都市圏                 | 2,291,815 1,757,628 | シンシナティ都市圏                           | 2,249,797 1,715,610 | インディアナ州オハイオ郡             | 5,940     |
| シンシナティ・ウィルミントン広域都市圏                 | 2,291,815 1,757,628 | ウィルミントン小都市圏                       | 42,018              | クリントン郡                         | 42,018    |
| デイトン・スプリングフィールド・ケタリング広域都市圏   | 1,088,875           | デイトン・ケタリング・ビーバークリーク都市圏 | 814,049             | モントゴメリー郡                     | 537,309   |
| デイトン・スプリングフィールド・ケタリング広域都市圏   | 1,088,875           | デイトン・ケタリング・ビーバークリーク都市圏 | 814,049             | グリーン郡                           | 167,966   |
| デイトン・スプリングフィールド・ケタリング広域都市圏   | 1,088,875           | デイトン・ケタリング・ビーバークリーク都市圏 | 814,049             | マイアミ郡                           | 108,774   |
| デイトン・スプリングフィールド・ケタリング広域都市圏   | 1,088,875           | スプリングフィールド都市圏                   | 136,001             | クラーク郡                           | 136,001   |
| デイトン・スプリングフィールド・ケタリング広域都市圏   | 1,088,875           | グリーンビル小都市圏                         | 51,881              | ダーク郡                             | 51,881    |
| デイトン・スプリングフィールド・ケタリング広域都市圏   | 1,088,875           | シドニー小都市圏                             | 48,230              | シェルビー郡                         | 48,230    |
| デイトン・スプリングフィールド・ケタリング広域都市圏   | 1,088,875           | アーバナ小都市圏                             | 38,714              | シャンペーン郡                       | 38,714    |
|                                                        |                     | トレド都市圏                                 | 606,240             | ルーカス郡                           | 431,279   |
| ウッド郡                                               | 132,248             | トレド都市圏                                 | 606,240             |                                      |           |
| フルトン郡                                             | 42,713              | トレド都市圏                                 | 606,240             |                                      |           |
| ヤングスタウン・ウォーレン・セーラム広域都市圏         | 532,468             | ヤングスタウン・ウォーレン都市圏             | 430,591             | マホニング郡                         | 228,614   |
| ヤングスタウン・ウォーレン・セーラム広域都市圏         | 532,468             | ヤングスタウン・ウォーレン都市圏             | 430,591             | トランブル郡                         | 201,977   |
| ヤングスタウン・ウォーレン・セーラム広域都市圏         | 532,468             | セーラム小都市圏                             | 101,877             | コロンビアナ郡                       | 101,877   |
| ライマ・バンワート・セライナ広域都市圏                 | 220,087             | ライマ都市圏                                 | 102,206             | アレン郡                             | 102,206   |
| ライマ・バンワート・セライナ広域都市圏                 | 220,087             | ウォパコネタ小都市圏                         | 46,422              | オーグレイズ郡                       | 46,422    |
| ライマ・バンワート・セライナ広域都市圏                 | 220,087             | セライナ小都市圏                             | 42,528              | マーサー郡                           | 42,528    |
| ライマ・バンワート・セライナ広域都市圏                 | 220,087             | バンワート小都市圏                           | 28,931              | バンワート郡                         | 28,931    |
| マンスフィールド・アシュランド・ビュサイラス広域都市圏 | 219,408             | マンスフィールド都市圏                       | 124,936             | リッチランド郡                       | 124,936   |
| マンスフィールド・アシュランド・ビュサイラス広域都市圏 | 219,408             | アシュランド小都市圏                         | 52,447              | アシュランド郡                       | 52,447    |
| マンスフィールド・アシュランド・ビュサイラス広域都市圏 | 219,408             | ビューサイラス小都市圏                       | 42,025              | クロフォード郡                       | 42,025    |
| チャールストン・ハンティントン・アシュランド広域都市圏 | 660,768 132,248     | ハンティントン・アシュランド都市圏           | 376,155 58,240      | ウェストバージニア州キャベル郡       | 94,350    |
| チャールストン・ハンティントン・アシュランド広域都市圏 | 660,768 132,248     | ハンティントン・アシュランド都市圏           | 376,155 58,240      | ローレンス郡                         | 58,240    |
| チャールストン・ハンティントン・アシュランド広域都市圏 | 660,768 132,248     | ハンティントン・アシュランド都市圏           | 376,155 58,240      | ウェストバージニア州パットナム郡     | 57,440    |
| チャールストン・ハンティントン・アシュランド広域都市圏 | 660,768 132,248     | ハンティントン・アシュランド都市圏           | 376,155 58,240      | ケンタッキー州ボイド郡               | 48,261    |
| チャールストン・ハンティントン・アシュランド広域都市圏 | 660,768 132,248     | ハンティントン・アシュランド都市圏           | 376,155 58,240      | ウェストバージニア州ウェイン郡       | 38,982    |
| チャールストン・ハンティントン・アシュランド広域都市圏 | 660,768 132,248     | ハンティントン・アシュランド都市圏           | 376,155 58,240      | ケンタッキー州グリーンアップ郡       | 35,962    |
| チャールストン・ハンティントン・アシュランド広域都市圏 | 660,768 132,248     | ハンティントン・アシュランド都市圏           | 376,155 58,240      | ケンタッキー州カーター郡             | 26,627    |
| チャールストン・ハンティントン・アシュランド広域都市圏 | 660,768 132,248     | ハンティントン・アシュランド都市圏           | 376,155 58,240      | ケンタッキー州ローレンス郡           | 16,293    |
| チャールストン・ハンティントン・アシュランド広域都市圏 | 660,768 132,248     | チャールストン都市圏                         | 210,605             | ウェストバージニア州カノーワ郡       | 180,745   |
| チャールストン・ハンティントン・アシュランド広域都市圏 | 660,768 132,248     | チャールストン都市圏                         | 210,605             | ウェストバージニア州ブーン郡         | 21,809    |
| チャールストン・ハンティントン・アシュランド広域都市圏 | 660,768 132,248     | チャールストン都市圏                         | 210,605             | ウェストバージニア州クレイ郡         | 8,051     |
| チャールストン・ハンティントン・アシュランド広域都市圏 | 660,768 132,248     | ポーツマス小都市圏                           | 74,008              | サイオト郡                           | 74,008    |
| フィンドレー・ティフィン広域都市圏                     | 129,989             | フィンドレー小都市圏                         | 74,920              | ハンコック郡                         | 74,920    |
| フィンドレー・ティフィン広域都市圏                     | 129,989             | ティフィン小都市圏                           | 55,069              | セネカ郡                             | 55,069    |
|                                                        |                     | ホイーリング都市圏                           | 139,513 66,497      | ベルモント郡                         | 66,497    |
| ウェストバージニア州オハイオ郡                         | 42,425              | ホイーリング都市圏                           | 139,513 66,497      |                                      |           |
| ウェストバージニア州マーシャル郡                       | 30,591              | ホイーリング都市圏                           | 139,513 66,497      |                                      |           |
| ピッツバーグ・ウィアトン・スチューベンビル広域都市圏   | 2,767,801 65,249    | ピッツバーグ都市圏                           | 2,457,000           | ペンシルベニア州アルゲイニー郡       | 1,250,578 |
| ピッツバーグ・ウィアトン・スチューベンビル広域都市圏   | 2,767,801 65,249    | ピッツバーグ都市圏                           | 2,457,000           | ペンシルベニア州ウェストモアランド郡 | 354,663   |
| ピッツバーグ・ウィアトン・スチューベンビル広域都市圏   | 2,767,801 65,249    | ピッツバーグ都市圏                           | 2,457,000           | ペンシルベニア州ワシントン郡         | 209,349   |
| ピッツバーグ・ウィアトン・スチューベンビル広域都市圏   | 2,767,801 65,249    | ピッツバーグ都市圏                           | 2,457,000           | ペンシルベニア州バトラー郡           | 193,763   |
| ピッツバーグ・ウィアトン・スチューベンビル広域都市圏   | 2,767,801 65,249    | ピッツバーグ都市圏                           | 2,457,000           | ペンシルベニア州ビーバー郡           | 168,215   |
| ピッツバーグ・ウィアトン・スチューベンビル広域都市圏   | 2,767,801 65,249    | ピッツバーグ都市圏                           | 2,457,000           | ペンシルベニア州ファイエット郡       | 128,804   |
| ピッツバーグ・ウィアトン・スチューベンビル広域都市圏   | 2,767,801 65,249    | ピッツバーグ都市圏                           | 2,457,000           | ペンシルベニア州ローレンス郡         | 86,070    |
| ピッツバーグ・ウィアトン・スチューベンビル広域都市圏   | 2,767,801 65,249    | ピッツバーグ都市圏                           | 2,457,000           | ペンシルベニア州アームストロング郡   | 65,558    |
| ピッツバーグ・ウィアトン・スチューベンビル広域都市圏   | 2,767,801 65,249    | ウィアトン・スチューベンビル都市圏           | 116,903 65,249      | ジェファーソン郡                     | 65,249    |
| ピッツバーグ・ウィアトン・スチューベンビル広域都市圏   | 2,767,801 65,249    | ウィアトン・スチューベンビル都市圏           | 116,903 65,249      | ウェストバージニア州ハンコック郡     | 29,095    |
| ピッツバーグ・ウィアトン・スチューベンビル広域都市圏   | 2,767,801 65,249    | ウィアトン・スチューベンビル都市圏           | 116,903 65,249      | ウェストバージニア州ブルック郡       | 22,559    |
| ピッツバーグ・ウィアトン・スチューベンビル広域都市圏   | 2,767,801 65,249    | アーミテージ小都市圏                         | 110,652             | ペンシルベニア州マーサー郡           | 110,652   |
| ピッツバーグ・ウィアトン・スチューベンビル広域都市圏   | 2,767,801 65,249    | インディアナ小都市圏                         | 88,880              | ペンシルベニア州インディアナ郡       | 83,246    |
| パーカーズバーグ・マリエッタ・ビエナ広域都市圏         | 149,261 59,771      | パーカーズバーグ・ビエナ都市圏               | 89,490              | ウェストバージニア州ウッド郡         | 84,296    |
| パーカーズバーグ・マリエッタ・ビエナ広域都市圏         | 149,261 59,771      | パーカーズバーグ・ビエナ都市圏               | 89,490              | ウェストバージニア州ワート郡         | 5,194     |
| パーカーズバーグ・マリエッタ・ビエナ広域都市圏         | 149,261 59,771      | マリエッタ小都市圏                           | 59,771              | ワシントン郡                         | 59,771    |
|                                                        |                     | ディファイアンス小都市圏                     | 38,286              | ディファイアンス郡                   | 38,286    |
|                                                        |                     | ガリポリス小都市圏                           | 29,220              | ガリア郡                             | 29,220    |
| （設定無し）                                           | （設定無し）        | （設定無し）                                 | （設定無し）        | ホームズ郡                           | 44,223    |
| （設定無し）                                           | （設定無し）        | （設定無し）                                 | （設定無し）        | ハイランド郡                         | 43,317    |
| （設定無し）                                           | （設定無し）        | （設定無し）                                 | （設定無し）        | プレブル郡                           | 40,999    |
| （設定無し）                                           | （設定無し）        | （設定無し）                                 | （設定無し）        | ウィリアムズ郡                       | 37,102    |
| （設定無し）                                           | （設定無し）        | （設定無し）                                 | （設定無し）        | パットナム郡                         | 34,451    |
| （設定無し）                                           | （設定無し）        | （設定無し）                                 | （設定無し）        | ジャクソン郡                         | 32,653    |
| （設定無し）                                           | （設定無し）        | （設定無し）                                 | （設定無し）        | ハーディン郡                         | 30,696    |
| （設定無し）                                           | （設定無し）        | （設定無し）                                 | （設定無し）        | ヘンリー郡                           | 27,662    |
| （設定無し）                                           | （設定無し）        | （設定無し）                                 | （設定無し）        | アダムズ郡                           | 27,477    |
| （設定無し）                                           | （設定無し）        | （設定無し）                                 | （設定無し）        | パイク郡                             | 27,088    |
| （設定無し）                                           | （設定無し）        | （設定無し）                                 | （設定無し）        | メグズ郡                             | 22,210    |
| （設定無し）                                           | （設定無し）        | （設定無し）                                 | （設定無し）        | ワイアンドット郡                     | 21,900    |
| （設定無し）                                           | （設定無し）        | （設定無し）                                 | （設定無し）        | ポールディング郡                     | 18,806    |
| （設定無し）                                           | （設定無し）        | （設定無し）                                 | （設定無し）        | ハリソン郡                           | 14,483    |
| （設定無し）                                           | （設定無し）        | （設定無し）                                 | （設定無し）        | ノーブル郡                           | 14,115    |
| （設定無し）                                           | （設定無し）        | （設定無し）                                 | （設定無し）        | モーガン郡                           | 13,802    |
| （設定無し）                                           | （設定無し）        | （設定無し）                                 | （設定無し）        | モンロー郡                           | 13,385    |
| （設定無し）                                           | （設定無し）        | （設定無し）                                 | （設定無し）        | ビントン郡                           | 12,800    |

## 註
1. ↑  QuickFacts. U.S. Census Bureau. 2020年.
2. ↑  OMB Bulletin No. 23-01, Revised Delineations of Metropolitan Statistical Areas, Micropolitan Statistical Areas, and Combined Statistical Areas, and Guidance on Uses of the Delineations of These Areas. Office of Management and Budget. 2023年7月21日.